# Episodi di 9-1-1 (sesta stagione)
La sesta stagione della serie televisiva 9-1-1 viene trasmessa in prima visione assoluta negli Stati Uniti d'America da Fox dal 19 settembre 2022 al 15 maggio 2023.
In Italia la stagione è stata pubblicata su Disney+ dal 22 febbraio al 2 agosto 2023. In chiaro è stata trasmessa in prima visione su Rai 2 dal 15 settembre 2024 al 9 febbraio 2025.
| nº | Titolo originale     | Titolo italiano             | Prima TV USA      | Pubblicazione Italia | Prima TV Italia   |
| -- | -------------------- | --------------------------- | ----------------- | -------------------- | ----------------- |
| 1  | Let The Games Begin  | Che i giochi abbiano inizio | 19 settembre 2022 | 22 febbraio 2023     | 15 settembre 2024 |
| 2  | Crash & Learn        | Sbaglia e impara            | 26 settembre 2022 | 1º marzo 2023        | 22 settembre 2024 |
| 3  | The Devil You Know   | Il male che conosci         | 3 ottobre 2022    | 8 marzo 2023         | 29 settembre 2024 |
| 4  | Animal Instincts     | Istinti animali             | 10 ottobre 2022   | 15 marzo 2023        | 6 ottobre 2024    |
| 5  | Home Invasion        | Violazioni di domicilio     | 17 ottobre 2022   | 22 marzo 2023        | 13 ottobre 2024   |
| 6  | Tomorrow             | Domani                      | 24 ottobre 2022   | 29 marzo 2023        | 20 ottobre 2024   |
| 7  | Cursed               | La maledizione              | 7 novembre 2022   | 5 aprile 2023        | 27 ottobre 2024   |
| 8  | What's Your Fantasy? | Qual è la tua fantasia?     | 14 novembre 2022  | 12 aprile 2023       | 3 novembre 2024   |
| 9  | Red Flag             | Bandiera rossa              | 28 novembre 2022  | 19 aprile 2023       | 9 novembre 2024   |
| 10 | In a Flash           | In un lampo                 | 6 marzo 2023      | 26 aprile 2023       | 17 novembre 2024  |
| 11 | In Another Life      | Un'altra vita               | 13 marzo 2023     | 21 giugno 2023       | 24 novembre 2024  |
| 12 | Recovery             | Guarigione                  | 20 marzo 2023     | 28 giugno 2023       | 1º dicembre 2024  |
| 13 | Mixed Feelings       | Nuovo sentimento            | 10 aprile 2023    | 5 luglio 2023        | 8 dicembre 2024   |
| 14 | Performance Anxiety  | Ansia da prestazione        | 17 aprile 2023    | 12 luglio 2023       | 15 dicembre 2024  |
| 15 | Death and Taxes      | La morte e le tasse         | 24 aprile 2023    | 18 luglio 2023       | 19 gennaio 2025   |
| 16 | Lost & Found         | Oggetti smarriti            | 1º maggio 2023    | 26 luglio 2023       | 26 gennaio 2025   |
| 17 | Love is in the Air   | C'è amore nell'aria         | 8 maggio 2023     | 2 agosto 2023        | 2 febbraio 2025   |
| 18 | Pay It Forward       | Passa il favore             | 15 maggio 2023    | 2 agosto 2023        | 9 febbraio 2025   |

## Che i giochi abbiano inizio
- Titolo originale: Let the Games Begin
- Diretto da: Jann Turner
- Scritto da: Ryan Murphy, Brad Falchuk e Tim Minear

### Trama
Durante una partita allo stadio un dirigibile, a causa di un malfunzionamento, precipita finendo con l'incastrarsi proprio su una capriata dello stadio, c'è il panico tra gli spettatori, che fuggono via, con Athena che cerca di aiutare le persone a evacuare, mentre i vigili del fuoco della 118 si occupano dei due piloti a bordo del dirigibile, Eddie riesce a portarli in salvo. Athena trova una ragazza, durante la fuga è stata urtata, adesso rischia di morire dato che la pompa pneumatica che mantiene attivo il suo cuore è stata danneggiata. La ragazza era andata allo stadio con la madre, Athena la rintraccia dato che proprio la madre possiede l'apparecchiatura di emergenza, Maddie si tiene in contatto telefonico con Athena la quale seguendo le istruzioni riesce a rianimare la pompa salvando la ragazza.
Henry ha lasciato Los Angeles trasferendosi col padre a Miami, adesso Athena e Bobby hanno la casa tutta per loro e si preparano per una vacanza in crociera, in sua assenza Bobby decide di nominare Lucy sua sostituta, tuttavia lei è costretta a ritirarsi dal servizio per qualche settimana per via di un infortunio. Buck ci rimane male dato che Bobby aveva preso in considerazione Lucy come rimpiazzo e non lui. Bobby spiega a Buck che lui è un buon vigile del fuoco, ma non è ancora pronto per il comando dato che non ha abbastanza esperienza alle spalle.
Maddie conosce Noah, un giovane centralinista che è stato appena assunto al call center il quale è entusiasta di conoscerla avendo sentito grandi cose su di lei. La casa di Maddie ha un problema con l'impianto idraulico, quindi lei si vede costretta ad alloggiare in un albergo, tuttavia Chimney le dà ospitalità a casa sua e lei accetta. La cosa prende una piega inaspettata dato che, in un momento di debolezza i due trascorrono la notte a fare l'amore. Maddie sembra felice dando per scontato che lei e Chimney siano sulla buona strada per riconciliarsi, ma il mattino dopo lei non lo trova al suo fianco nel letto.
Chimney era uscito di casa senza farsi vedere perché si sentiva imbarazzato, ama ancora Maddie ma non si sente pronto a tornare con lei. Maddie parla con Chimney, ci è rimasta male che fosse sparito ma adesso in parte comincia a capire quello che ha provato lui quando lo abbandonò, ora però vuole stare con lui e Jee-Yun, non intende più lasciarli, infine i due tornano insieme e Maddie si trasferisce definitivamente a casa del suo compagno.
Bobby affida il ruolo di capitano a Hen, poi lui e Athena si preparano a partire per la crociera, ma mentre Athena è al telefono con sua madre Beatrice, ad un tratto Samuel, il padre di Athena, sfonda la propria casa con la sua automobile mentre era al volante.

## Sbaglia e impara
- Titolo originale: Crash & Learn
- Diretto da: Juan Carlos Coto
- Scritto da: Juan Carlos Coto

### Trama
Bobby e Athena raggiungono Beatrice e Samuel a Belleville in Florida, purtroppo Samuel mentre era al volante della sua auto è stato colpito da un attacco ischemico e ora è in ospedale, dopo che con l'automobile aveva sfondato la propria casa. Junior, un tuttofare del quartiere e amico di vecchia data di Athena, aiuta Bobby a ristrutturare la casa dopo l'incidente.
Intanto Hen dirige la caserma 118, anche se Karen e Chimney sono entrambi dell'opinione che non sia stata una buona idea che Hen abbia accettato di sostituire Bobby, essendosi sobbarcata ancora più impegni dato che sta studiando alla facoltà di medicina, ma Hen per ostinazione vuole autoconvincersi di poter gestire tutto.
Maddie a Noah ricevono una chiamata di aiuto da Holly: suo marito Benjamin ha usato sul loro giardino della dinamite facendo crollare addosso al vicino Gary la galleria sotterranea che passava proprio sotto il giardino (Holly e Gary sono amanti e quest'ultimo usava la galleria che consentiva alle loro due case di comunicare in modo da raggiungerla per i loro incontri amorosi). Interviene al 118, Chimney riesce a salvare Gary, mentre Benjamin viene arrestato.
Un edificio che ospitava un convegno crolla per via dei pessimi lavori di ristrutturazione, Hen e i vigili della 118 prestano soccorso, tra le persone sepolte tra le macerie ce ne sono due in pericolo di vita, e dato che i rinforzi non sono ancora arrivati hanno il tempo necessario per salvare solo uno dei due, mentre l'altro, Lev, muore dopo aver dato ai vigili del fuoco il permesso di lasciarlo al suo destino sacrificandosi.
Mentre Hen è alla guida dell'auto viene colpita da un attacco di sonno che per poco non le è costato la vita dato che stava per fare un incidente automobilistico. Come se non bastasse Hen fallisce un importate esame di medicina, costretta ora a ripetere l'anno. Karen fa capire a Hen che allo stato dei fatti, se desidera veramente dedicarsi con tutto il suo impegno alla facoltà di medicina, non può più continuare a lavorare come vigile del fuoco.
Intanto mentre Bobby ristruttura la casa dei suoi suoceri insieme a Junior, trova sotto le fondamenta il cadavere di una bambina, la polizia giunge sul posto.

## Il male che conosci
- Titolo originale: The Devil You Know
- Diretto da: Steven K. Tsuchida
- Scritto da: Tim Minear, Brad Falchuk e Ryan Murphy

### Trama
Samuel attualmente è in coma, la polizia indaga sulla morte della bambina, Tanya, è da anni che era sparita, e dato che il corpo è stato trovato nelle fondamenta della casa di Samuel il detective Dixon, che si occupa dell'indagine, lo considera il principale sospettato. Samuel non può dare una sua versione visto che è in coma, tuttavia il suo edema cerebrale si sta riducendo, a breve si risveglierà.
Athena si rifiuta di credere che suo padre sia un assassino, decide dunque di indagare sulla morte di Tanya, era stato Reggie, il padre di Junior, ad aiutare Samuel a ristrutturare la casa a quel tempo, è possibile che l'assassino di Tanya avesse gettato il corpo sul cemento che era ancora fresco. Joanne, la sorella maggiore di Tanya, confessa a Bobby e Athena che l'ultima volta che vide la sorella fu la sera in cui andò a una festa, Tanya l'aveva seguita sebbene Joanne le aveva detto di rimanere a casa.
Dixon e Athena studiano il rapporto della scientifica: stando ai risultati il cemento che coprì il corpo di Tanya è stato versato proprio sul corpo della bambina, questo significa che il cadavere non è stato gettato nel cemento, adesso Athena ha capito è stato Reggie a occultare il corpo di Tanya visto che era stato lui a versare sul pavimento della casa di Samuel la prima mano di cemento. Intanto Joanne rivela a Bobby che la sera della festa sentì un furgone nelle vicinanze, il motore aveva un suono piuttosto caratteristico, Bobby capisce che si tratta del furgone di Junior e Reggie.
Junior cerca di uccidere Joanne armato di pistola, era stato lui a uccidere Tanya, anche Junior era alla festa, uccise la bambina dopo aver tentato di molestarla. Bobby affronta Junior salvando Joanne, poi intervengono Dixon e Athena che arrestano Junior per omicidio. Reggie viene convocato alla stazione di polizia spiegando ad Athena che quella sera, quando il figlio gli rivelò di aver ucciso Tanya, per proteggere Junior mise il corpo della bambina sul suo furgone portandolo via, in modo da nasconderlo poi nel cemento durante i lavori di ristrutturazione della casa di Samuel. Reggie sa di aver sbagliato ma non voleva che Junior si rovinasse la vita per via di un solo errore. A quel punto Dixon e Athena fanno a Reggie un'agghiacciante rivelazione: nell'officina di Junior hanno trovato gli effetti personali di altre ragazze, Tanya non è l'unica che ha ucciso.
Joanne ha deciso di vendere la sua casa, non si è mai trasferita perché sperava che un giorno qualcuno avrebbe fatto luce sulla scomparsa della sorella, ma ora finalmente le è stata resa giustizia, mentre Samuel si è risvegliato dal coma e ora è circondato dai suoi cari.

## Istinti animali
- Titolo originale: Animal Instincts
- Diretto da: Michael Medico
- Scritto da: Ryan Murphy, Brad Falchuk e Tim Minear

### Trama
Bobby torna a Los Angeles riprendendo il ruolo di capitano nella caserma, obbligando Hen a prendersi del tempo libero in modo che lei capisca cosa veramente vuole dalla sua vita. Buck intanto va a pranzare dietro invito di un suo vecchio amico Connor e di sua moglie Kameron: i due vogliono un bambino ma Connor non può avere figli, ciò che desiderano è avere un figlio con l'inseminazione artificiale, e sarebbero contenti se fosse Buck il donatore.
Eddie scopre da un insegnante che Christopher si è assentato dal club di scienze, infatti era solo una copertura per andare a giocare con i suoi amici al parco. Eddie non è abituato a questi comportamenti così indisciplinati da parte del figlio, Hen e Chimney gli fanno capire che ormai Christopher si sta affacciando all'adolescenza, di conseguenza è più che naturale che adesso lui avverta il desiderio di sfidare il padre.
Noah e Maddie ricevono una chiamata di aiuto da una bambina di nome Clairabelle, lei e la madre Lourdes sono fuggite da Stephen, padre e marito di Clairabelle e Lourdes, che però ha trovato la loro nuova casa, è un uomo molto violento, arriva la polizia che arresta Stephen. Lourdes non ha il permesso di soggiorno, ma Maddie contatta un avvocato per l'immigrazione che spiega alla donna che per via dei maltrattamenti domestici da lei subiti c'è la possibilità di procurarle un permesso in regola.
Ramon fa capire a Eddie che Christopher sta crescendo, e che non può trattarlo sempre come un bambino, Ramon ha trascurato Eddie il quale chiaramente per compensare è troppo protettivo col figlio. Christopher si mette a giocare con un videogame sebbene Eddie glielo avesse negato per punirlo, i due litigano e poi Christopher arriva a insultare il padre, per poi scusarsi. Eddie ha capito che deve trattarlo diversamente da ora in avanti, facendo comprendere a Christopher che anche saper accettare una punizione è segno di crescita e maturità, da ora gli promette che cercherà di essere più flessibile ma in ogni caso la punizione di Christopher è prolungata visto il modo in cui si è comportato.
Buck è indeciso se offrirsi come donatore o meno, Hen lo invita a ponderare bene questa scelta perché il bambino che nascerà sarà cresciuto da Connor e Kameron, di conseguenza Buck sarà solo un estraneo nella vita del bambino pur essendone il padre biologico. Mentre i due si ubriaco la loro squadra riceve una chiamata per intossicazione ma la vittima è un cagnolino di nome Hoover, ha ingerito degli oppioidi, non sapendo come fare Bobby telefona a Hen (che nel frattempo si sta ubriacando con Buck) la quale istruisce i suoi colleghi sull'esatta dose di naloxone da dare al cane per salvarlo, poi Bobby decide di togliere il cane alla padrona che si è solo rivelata irresponsabile e di tenerlo lui. L'abilità con cui Hen ha calcolato la dose di farmaco da usare spingono Buck a esortarla a riprovare a fare l'esame ed Hen chiede un'altra possibilità alla docente della facoltà di medicina, sarebbe disposta a ripetere l'anno se fosse necessario ma vuole che le venga data un'altra opportunità: lei accetta di annullare il cattivo voto a patto che Hen superi un esame pratico testando le sue abilità mettendola davanti a veri pazienti.
Anche se Buck ha ancora delle incertezze accetta di dare un figlio ai suoi amici avendo capito che ciò che differenzia Connor e Kameron da lui è che Buck non ha ancora capito cosa vuole dalla sua vita, al contrario loro due già lo sanno, quindi decide di aiutarli ad avere un bambino.

## Violazioni di domicilio
- Titolo originale: Home Invasion
- Diretto da: Marita Grabiak
- Scritto da: Ryan Murphy, Brad Falchuk e Tim Minear

### Trama
Sharlo è tutta sola nella sua villa, sente poi dei rumori nella sua casa, dando per scontato che ci sia un intruso e chiama il 9-1-1 a rispondere è Josh che manda i soccorsi, infatti Sharlo viene raggiunta da Athena e dai vigili della 118. Sharlo si è fatta male inciampando, poi Buck scopre che a causare i rumori era stato un procione che si era intrufolato in casa.
Anche se Bobby aveva preso da poco Hoover, il suo nuovo cane, si vede costretto a darlo via dato che Athena ne è allergica, allora lo regala a Hen, ma il cane ha un temperamento troppo caotico, dunque lo regala a Eddie ma questi crea un macello in cucina così lo passa a Buck che però lo restituisce a Bobby dato che nel suo condominio non è permesso avere cani.
Maddie e Chimney assumono Magda, la nuova tata di Jee-Yun, la quale pur essendo una donna molto ben organizzata e attenta, si rivela anche antipatica, prepotente nonché una maniaca dell'igiene. Hen intanto supera il test dimostrando una notevole capacità nel valutare con attenzione i sintomi medici e formulare le esatte diagnosi.
Marisol, una giovane donna che ha appena comprato casa, inizia a ristrutturarla, con l'aiuto di suo fratello Vincent che però, mentre era intento a cospargere la schiuma nella soffitta con un idrante, cade per terra sbattendo la testa, perde i sensi e la schiuma si solidifica attorno al suo corpo. Intervengono i vigili della 118, purtroppo l'accesso alla soffitta è bloccato dalla schiuma che è diventata solida, dunque Bobby e i suoi colleghi con le motoseghe riescono ad asportare una porzione del soffitto, quella dove Vincent giaceva svenuto, e lo liberano dalla schiuma.
Samir, il marito di Sharlo, che era via per lavoro, torna a casa così da prendere qualche vestito per la moglie dato che è in ospedale, arrivano poi dei ladri, Samir chiama il 9-1-1 e Maddie manda lì i soccorsi, i ladri sparano a Samir che però viene soccorso e salvato. Athena indaga sul furto scoprendo che varie ville sono state rapinate con lo stesso modus operandi: i ladri prendono di mira le ville solo quando i proprietari sono assenti, di recente i residenti avevano contattato tutti il 9-1-1. Il call center registra le chiamate, e infatti Maddie scopre che la propria password è stata usata per riascoltare le varie telefonate di soccorso, qualcuno è riuscito a rubargliela.
Maddie spiega a Noah che verrà licenziata dato che non ha saputo garantire la sicurezza della sua password, a quel punto Noah sentendosi in colpa per lei, ammette di essere stato lui a usare la password, i ladri hanno agito grazie alla sua complicità, riascoltando le varie telefonate di aiuto ha preso nota di quando i proprietari delle ville si sarebbero assentati oppure i codici dei loro sistemi di sicurezza. Noah non va orgoglioso di ciò che ha fatto, ha aiutato quella gente solo perché lo avevano costretto, il patrigno si era indebitato con loro, erano disposti ad azzerare il debito a patto che Noah desse loro le informazioni necessarie sulle ville che volevano derubare. Maddie aveva già capito che era stato lui, infatti gli ha mentito per estorcergli la confessione, lei aveva con sé un microfono, arriva poi Athena che arresta Noah, il quale comunque rivela alla polizia dove trovare i ladri, che si apprestavano a rapinare un'altra villa, ma vengono arrestati.
Maddie licenzia Magda avendo capito che lei e Chimney non hanno bisogno di una tata. Hen si dimette dalla caserma 118, Karen e i vigili del fuoco organizzano una festa per lei. Bobby e Athena regalano Hoover a Sharlo e Samir.

## Domani
- Titolo originale: Tomorrow
- Diretto da: Joaquin Sedillo
- Scritto da: Ryan Murphy, Brad Falchuk e Tim Minear

### Trama
Karen porta con sé Danny al centro spaziale dove lei lavora per una visita guidata. Hen riceve una visita dall'assistente sociale che la informa che da ora lei e Karen non avranno più l'autorizzazione a ospitare altri bambini per gli affidi temporanei, non ritenendo il loro l'ambiente familiare adatto in quanto da ora Hen dovrà studiare alla facoltà di medicina e sarà quindi troppo impegnata.
Intanto al centro spaziale si viene a creare una violenta esplosione dovuta a un serbatoio ad alta pressione che era già malfunzionante. Danny ha fatto in tempo a uscire dall'edificio ma Karen è ancora dentro, arriva la 118 e anche Hen, e benché voglia intervenire Bobby non le dà il permesso di partecipare all'operazione di salvataggio in quanto ora non è più un vigile del fuoco. Hen si limita a prestare soccorso ai feriti che sono usciti dell'edificio, mentre Bobby e la sua squadra entrano nella struttura, non tutti sono sopravvissuti, poi trovano Karen e la portano fuori.
Con dei flashback si ripercorrono le tappe che portarono Hen e Karen a costruire la loro famiglia: quest'ultima era la vicina di casa di Chimney, era stato lui a presentarle, prima di conoscere Karen l'unica donna che Hen avesse amato era Eva. Karen stava lavorando per ottenere la licenza di astronauta, intanto lei e Hen divennero una coppia arrivando a convivere. Eva rimase incinta di Danny, purtroppo venne arrestata e non poteva prendersi cura del bambino, quindi chiese a Hen di adottarlo, e lei accettò, mentre Karen, non avendo alcuna intenzione di crescere il bambino, decise di lasciarla. Cambiò idea quando Hen, durante un'operazione di soccorso, subì un incidente che fortunatamente non ebbe brutte conseguenze, ma che fece capire a Karen che senza Hen la sua vita non avrebbe avuto senso. Karen e Hen adottarono Danny, infine Karen decise di abbandonare il suo sogno di diventare astronauta scegliendo di dedicarsi al bambino.
Dopo che Karen viene messa in salvo, perde i sensi, l'ambulanza la porta in ospedale, ha avuto un attacco di tachicardia, una volta arrivata in ospedale viene operata, le hanno asportato la milza, ma è fuori pericolo. Hen abbandona la facoltà di medicina decidendo di tornare a lavorare come vigile del fuoco alla 118, avendo capito che ama la sua vita con Danny e Karen e non vuole che nulla possa cambiare l'equilibrio che hanno costruito.

## La maledizione
- Titolo originale: Cursed
- Diretto da: James Wong
- Scritto da: Ryan Murphy, Brad Falchuk e Tim Minear

### Trama
Eddie e Chimney si ritrovano a dover prestare più volte soccorso a Felisa Valdez, giovane attrice famosa per la sua sfortuna e per il suo stile di vita dissennato: la prima volta riescono a salvarla quando il candelabro della sua villa le cade addosso, poi al centro benessere quando sul viso le si versa della cera, ma il fatto più bizzarro avviene in un negozio quando un uomo pugnala allo stomaco Alexis, l'assistente di Felisa, con della marcasite il cui solfuro di ferro che reagendo con gli acidi dello stomaco sviluppa solfuro di idrogeno che ha fatto perdere i sensi a tutti, comprese Felisa e la negoziante, fortunatamente i paramedici della 118 riescono a soccorrerle.
Felisa aveva tentato di sconfiggere la sfortuna incaricando Alexis di comprarle un braccialetto magico, un manufatto di Pompei che le è costato 20.000 dollari, ma sembra che sia tutto inutile. Athena indaga sull'aggressore di Alexis, le videocamere lo hanno ripreso anche al centro benessere dove prima era avvenuto l'incidente con la cera, tutto fa supporre che ci sia quest'uomo dietro agli incidenti che recentemente sono quasi costati la vita a Felisa. Athena scopre che il braccialetto in realtà costava solo 11.000 dollari, Alexis si è fatta consegnare da Felisa più denaro del dovuto per l'acquisto dell'oggetto così da intascarsi ciò che rimaneva.
Buck si prepara per donare il seme a Kameron e Connor, dopo aver rimandato varie volte a causa di diversi imprevisti. Felisa si rifiuta di credere che Alexis l'abbia truffata, è la sua unica amica nonché l'unica persona che è sempre stata al suo fianco.
Mentre Felisa è in auto un uomo la segue, Felisa chiama il 9-1-1 e Maddie riceva la chiamata, poi Felisa urta contro un camion che trasportava materiale per l'asfalto che ricopre la sua auto, i vigili del fuoco della 118 arriva sul posto e la tirano fuori, mentre la polizia arresta l'uomo che la stava seguendo, lo stesso che era al centro benessere e che aveva aggredito Alexis. Il misterioso uomo si chiama Nico Perelli, è un truffatore che vende falsi manufatti, è da lui che Alexis aveva comprato il gioiello, il suo lavoro si basa sulla discrezione per evitare problemi con la legge, ma Felisa intendeva mostrare il gioiello che aveva comprato ai suoi fans tramite i video che lei girava, c'era il rischio che si sarebbe saputo che il gioiello era falso, Nico lo rivoleva indietro e tentò di rimpadronirsene, prima cercò di rubarlo nel centro benessere, ma fallì e per errore fece cadere la cera sul volto di Felisa, e poi fece un secondo tentativo nel negozio ma col solo risultato che ha finito per aggredire Alexis. Tuttavia Nico non centrava nulla con il candelabro, quello era stato solo un incidente.
Eddie si gode un giorno in spiaggia con Christopher venendo raggiunto da Felisa che lo ringrazia per tutte le volte che l'ha salvata, in ogni caso non intende licenziare Alexis, addirittura la ospiterà a casa sua ora che verrà dimessa dall'ospedale, anche se l'ha truffata è consapevole che per Alexis non è stato facile starle dietro dato che Felisa con i suoi comportamenti è sempre stata una fonte di guai. Eddie ha capito che nel profondo Felisa preferisce autoconvincersi di essere sfortunata solo per non dover ammettere che le sue disavventure sono solo il frutto delle sue pessime scelte di vita, tuttavia Eddie comprende che è un diritto delle persone credere in ciò che le fa sentire bene.

## Qual è la tua fantasia?
- Titolo originale: What's Your Fantasy?
- Diretto da: Marita Grabiak
- Scritto da: Ryan Murphy, Brad Falchuk e Tim Minear

### Trama
Una ragazza di nome Harriet va a un festival medievale, indossa un'armatura al cui interno ci sono delle api che si mettono a pungerla, arriva la 118, Bobby getta addosso alla ragazza dello schiumogeno per allontanare le api, e Chimney le inietta dell'epinefrina dato che rischiava uno shock anafilattico, le api però continuano a ronzare intorno a Harriet, questo perché l'ape regina è ancora dentro l'armatura della ragazza, una volta tolta l'armatura Hen libera l'ape regina allontanando anche le altre, salvando la ragazza.
Più tardi la 118 interviene in un edificio di uffici quando il capo azienda viene avvelenato con un caffè da un impiegato. Sì scoprirà che all' uomo è venuto solo un infarto e viene salvato.
Carla e Eddie aiutano Christopher a prepararsi per la festa della scuola, mentre Chimney e Maddie cercano una nuova casa, il problema è che per le loro modeste disponibilità economiche non riescono a trovarne una abbastanza grande, altre invece sono da ristrutturare. Come se non bastasse Jee-Yun è sempre più iperattiva, vuole sempre dormire con i suoi genitori.
May ha ripreso a frequentare Darius, il suo ex ragazzo del liceo, che ha deciso di lasciare Stanford preferendo un'università tra quelle di Los Angeles. Attualmente Darius vive in una casa con alcuni coinquilini, May fa la loro conoscenza, uno di loro però le fa una cattiva impressione, Erik, un ragazzo paranoico e introverso con un brutto carattere. May ruba un quaderno dove Erik scrive alcuni appunti, scoprendo che è un fanatico del cospirazionismo, telefona ad Athena suggerendole per Erik un'istanza restrittiva temporanea. Quando Erik scopre che May gli ha rubato il suo quaderno, perde il controllo e minacciando di fare del male a Darius con un cacciavite lo prende come ostaggio. May parla con Erik al telefono e usando la sua esperienza al call center apre con lui un dialogo tentando di aiutarlo a calmarsi, Darius approfitta di una distrazione di Erik per scappare poi arriva Athena che arresta Erik il quale capisce di non avere altra scelta che arrendersi.
Eddie, insieme a Carla, vede Christopher divertirsi alla festa con i suoi amici, felice di guardarlo mentre lui vive a pieno le tappe della sua crescita. Chimney per adesso accantona il progetto di comprare una nuova casa, per ora si ritiene fortunato della vita che lui, Maddie e Jee-Yun hanno costruito insieme.

## Bandiera rossa
- Titolo originale: Red Flag
- Diretto da: Brenna Malloy
- Scritto da: Ryan Murphy, Brad Falchuk e Tim Minear

### Trama
È il compleanno di Danny, sia Karen che Hen gli fanno dei bellissimi regali, tuttavia il ragazzo sembra avere altri interessi: inizia a farsi delle domande sulla sua vera madre, Hen si limita a mostrargli qualche fotografia di Eva.
Bobby riceve a casa sua la visita di Wendall, suo caro amico nonché sponsor agli alcolisti anonimi, è venuto da lui per chiedergli se può tenere d'occhio alcuni alcolisti che Wendall sta seguendo, anche perché nei prossimi giorni deve assentarsi per andare a trovare suo figlio. Scoppia un incendio vicino a un bosco, i pompieri della caserma 118 riescono a spegnerlo, arrivano poi Trey e sua moglie Carrie che chiedono a Bobby se l'incendio è pericoloso dato che abitano nelle vicinanze, Bobby li rassicura in quanto la situazione è sotto controllo, ma poi Eddie trova un cadavere carbonizzato, Bobby scopre che è Wendall, avendo riconosciuto l'orologio al polso.
Josh riceve delle chiamate al call center ma non c'è nessuno in linea, e il numero stranamente non è più attivo. Josh decide di indagare scoprendo che le chiamate vengono dalla "Casa degli Omicidi" la chiamano così perché è disabitata da quando il proprietario uccise le sue figlie e poi si suicidò, quindi Josh manda lì due poliziotti, trovano delle decorazioni natalizie uno dei due cade per terra ferendosi alla fronte dopo che si era spaventato vedendo una busta svolazzare per colpa del vento, quindi Chimney e Hen vanno lì per prestargli delle cure mediche. Chimney scopre che il cavo telefonico è scoperto, è per questo che facendo contatto venivano inoltrare chiamate al call center.
Bobby non riesce ad accettare la morte di Wendall, il quale prima di morire aveva lasciato un messaggio sul cellulare di Bobby, delirava, chiaramente non era in sé, era spaventato e confuso, sembra che si fosse messo nei guai. Bobby ha scoperto che il figlio di Wendall non aspettava nessuna visita da parte del padre, gli aveva mentito sui motivi per cui si doveva assentare. Athena ha scoperto che a un chilometro dal luogo dove il cadavere di Wendall è stato ritrovato c'è una clinica per disintossicarsi, forse aveva avuto una ricaduta e evidentemente è lì che Wendall era andato a farsi aiutare non avendo avuto il coraggio di dire a Bobby la verità a causa del senso di vergogna, inoltre il luogo dove è stato trovato il cadavere è conosciuto per essere un ritrovo per tossici.
Chimney porta Maddie nella casa disabitata spiegandole che lì non è stato commesso nessun crimine, la proprietaria abbandonò la casa dopo che il marito e le figlie morirono in un incidente stradale, proprio durante il Natale, lei lasciò la casa senza aver mai nemmeno tolto le decorazioni (che tuttora sono lì). Ormai la proprietaria è morta da tempo, Chimney è rimasto affascinato dalla casa, strutturalmente è molto buona anche se servono dei lavori, infatti anche Maddie sembra condividere l'idea che sarebbe perfetta per loro.
Danny, all'insaputa di Karen e Hen, decide di andare a trovare suo padre. Bobby va alla clinica dove Wendall era ricoverato, esige delle informazioni che però non gli vengono date in quanto Bobby non ha l'autorità per avanzare pretese. Bobby però nota che su una delle pareti c'è una foto di Trey e Carrie, sono loro i proprietari della clinica, adesso sospetta che ci siano loro dietro la morte del suo amico.

## In un lampo
- Titolo originale: In a Flash
- Diretto da: Bradley Buecker
- Scritto da: Juan Carlos Coto

### Trama
Mentre un uomo si gode una giornata al mare con i suoi figli, loro per gioco lo sotterrano nella sabbia lasciandogli scoperta solo la testa, poi cade un fulmine il cui calore surriscalda la sabbia attorno al collo dell'uomo che diventa vetro, una scheggia gli perfora la gola ma fortunatamente intervengono i vigili del fuoco della 118 e lo tirano fuori dalla sabbia salvandogli la vita.
Chimney e Maddie si sono trasferiti insieme a Jee-Yun nella loro nuova casa, Albert, che già da un po' era tornato in Corea del Sud, va a trovare Chimney facendo una breve visita a Los Angeles, e non è il solo, anche Margaret e Phillip vengono per una visita, sono stati loro a prestare i soldi per la ristrutturazione della casa. Il rapporto che Maddie e Buck hanno con i loro genitori è notevolmente migliorato, le cose però si complicano quando Chimney scopre che Albert non è venuto da solo: ha portato con sé i suoi genitori, infatti Chimney è piuttosto nervoso all'idea di passare qualche giorno col proprio padre.
Ormai sono trascorsi quattro mesi dalla morte di Wendall, e Bobby non ha nessun dubbio sul fatto che Trey e Carrie e la loro strana clinica per tossici siano responsabili. Athena a May decidono di aiutarlo e dunque quest'ultima finge di essere una drogata e Athena come sua madre la porta nella clinica, lì May conosce Tamara, una paziente. Bobby e Athena scoprono che la clinica, oltre a essere costosa, ha un sospettoso tasso di morti per overdose tra i suoi pazienti.
Mentre una donna si fa dare un passaggio in auto per l'ospedale, dato che a breve partorirà, un fulmine colpisce l'auto, e il bambino nasce dopo che il mezzo si capovolge, in loro aiuto arrivano i vigili della 118 che salvano la donna e il bambino, e anche l'autista.
Chimney non capisce per quale motivo Albert abbia portato con sé il padre, effettivamente Albert gli spiega che qualche volta suo padre gli chiedeva di Chimney e dunque gli propose di venire con lui a trovarlo. Anche se Albert è consapevole che Chimney non ha un bel rapporto col genitore gli fa tenere presente che comunque è il nonno di Jee-Yun e lei ha diritto ad avere un rapporto con lui.
May incontra Tamara in un negozio di fiori, ormai Tamara ha capito che lei non è una tossica avendo notato che May le fa troppe domande, poi May ammette che sta indagando sulla morte di Wendall, e infine Tamara si mette a piangere ammettendo che purtroppo conosce le vere circostanze del decesso di Wendall. Hen trova strano che Denny abbia rinunciato al calcio preferendo ora il baseball, infatti all'insaputa di tutti ci gioca insieme al padre il quale però trova ingiusto che Denny non abbia ancora detto a Hen e Karen che si frequentano.
Margaret e Phillip sono orgogliosi di Buck quando scoprono che come donatore ha aiutato Kameron e Connor ad avere un bambino, ma il padre di Chimney si mette a litigare con loro affermando che ciò che ha fatto Buck è una cosa contro natura, la faccenda si anima ma il litigio si interrompe per via di un blackout, successivamente quando la corrente elettrica ritorna tutti quanti fanno pace, anche perché il padre di Chimney si scusa per il suo comportamento. Buck e Maddie si sono resi conto che finalmente la loro è diventata una vera famiglia, anche se Buck si domanda come sarebbero andate le cose se suo fratello Daniel fosse vivo.
In piena notte i vigili del fuoco della 118 devono evacuare un edificio in fiamme, si scatena la pioggia e ad un tratto, un fulmine colpisce Buck che viene soccorso dai suoi colleghi, è in pericolo di vita e viene portato d'urgenza all'ospedale.

## Un'altra vita
- Titolo originale: In Another Life
- Diretto da: Joaquín Sedillo & Jann Turner
- Scritto da: Lyndsey Beaulieu

### Trama
Maddie e Margaret vengono informate che Buck è ricoverato in ospedale, è in terapia intensiva, per ora è in coma farmacologico, le prossime ore per lui saranno critiche. Buck sogna di vivere in una realtà alternativa dove Daniel non è morto e dunque il corso degli eventi si è svolto in maniera diversa: Buck lavora come insegnante, invece Daniel è un medico, inoltre Buck, Maddie e Daniel hanno un ottimo rapporto con i loro genitori.
La vita che Buck conduce adesso sembra quasi perfetta, ma scopre che alcune delle persone che ama conducono un'esistenza infelice: Doug è ancora vivo, lui e Maddie sono ancora sposati, hanno persino una figlia, Genevieve, davanti ai fratelli di Maddie e ai suoi genitori fingono di essere una coppia felice ma Buck dal modo in cui Doug velatamente rimprovera Maddie capisce che quest'ultima è una moglie maltrattata, sotto la manica Maddie nasconde dei lividi al braccio, è rimasta con Doug solo per paura che quest'ultimo le faccia del male.
Buck chiede aiuto a Chimney ma lui non lo conosce dal momento che in questa realtà Buck non è mai diventato un vigile del fuoco, di conseguenza Chimney e Maddie non si sono mai incontrati e Jee-Yun non è mai nata. Chimney e Hen spiegano a Buck che Bobby è morto durante un'operazione di soccorso, mentre Eddie non è una persona molto ben voluta dai colleghi, essendo ritenuto un uomo scontroso e intrattabile, ciò è dovuto alla rabbia per aver perso la potestà legale di Christopher dato che i genitori di Eddie sono riusciti a portarglielo via in tribunale, questo perché non avendo mai conosciuto Buck egli non gli presentò Carla (che per Eddie è sempre stata un valido aiuto nella tutela di Christopher).
Buck va in ospedale e lì incontra una versione di Bobby che gli suggerisce di rimanere in questo mondo, ma lui desidera solo risvegliarsi e tornare alla realtà. Daniel tenta di impedirglielo, e poi si trasforma in un'altra versione di Buck che cerca di convincerlo che rimanere in questo mondo è la scelta migliore, ma Buck capisce che per troppo tempo ha vissuto solo per l'approvazione degli altri, ora invece vuole vivere solo perché desidera ciò che è meglio per lui, e infine si risveglia dal coma, per la felicità della sua famiglia.
Chimney vede come suo padre è affettuoso con Jee-Yun, infatti è un bravo nonno. La matrigna di Chimney gli spiega che suo padre non è mai venuto a Los Angeles a trovarlo non perché non desiderasse stare con lui, ma perché pur essendo un uomo facoltoso e un grande imprenditore a Seul, in America invece sul piano professionale non aveva ottenuto nessun successo, inoltre lui e la moglie divorziarono e come se non bastasse non riuscì a convincere Chimney a tornare a Seul con lui: stare in America gli ricorda tutti i suoi fallimenti. Chimney decide di dare a suo padre un'altra possibilità chiedendo a lui e alla matrigna di restare a Los Angeles qualche giorno in più.

## Guarigione
- Titolo originale: Recovery
- Diretto da: John J. Gray
- Scritto da: Andrew Meyers

### Trama
Athena spiega a Bobby che stando a quanto ha scoperto il medico legale Wendall è morto per overdose, Bobby è convinto che solo Tamara possa aiutarlo a capire come stanno le cose, ma lei è troppo spaventata, non vuole dirgli niente. Athena fa tenere presente a Bobby che se Wendall si era fatto internare in quella clinica probabilmente lo ha fatto perché desiderava indagare segretamente su Trey e Carrie, dunque è lecito pensare che si fosse munito di una videocamera, che però non è stata ritrovata sul corpo della vittima, quindi deve averla posizionata in uno degli interni della clinica.
Bobby riceve una telefonata da Tamara che gli spiega che intende farla finita, infatti sembra che voglia suicidarsi. Bobby va alla clinica per salvarla, Trey cerca di fermarlo ma Bobby lo colpisce con un pugno. Bobby trova Tamara che è in overdose, poi la clinica viene evacuata a causa di un incendio, arriva la polizia che arresta Bobby, accusato da Trey e Carrie di aver appiccato lui i fuoco, anche perché sul pick-up di Bobby viene trovata una tanica di benzina, quest'ultimo capisce che Carrie e Trey vogliono incastrarlo.
Con dei flashback si scoprono più cose sul rapporto che legava Bobby e Wendall, un giorno quest'ultimo mentre presiedeva a una riunione degli alcolisti anonimo, notò Bobby seduto in disparte, iniziò a dialogare con lui, avendo capito che Bobby aveva bisogno di qualcuno a cui affidarsi dal momento che, da quando aveva lasciato il Minnesota, a Los Angeles non aveva ancora trovato nessuno con cui entrare in confidenza. Col tempo Bobby e Wendall divennero amici, benché quest'ultimo avesse delle incertezze quando Bobby gli confessò che voleva sposare Athena, ritenendo che stavano insieme da troppo poco, ma Bobby gli spiegò che lei era la donna giusta.
La detective che indaga sull'incendio alla clinica capisce subito che Bobby è innocente avendo intuito che le prove contro di lui erano state manipolate a opera d'arte, Tamara viene ricoverata in ospedale dopo l'overdose, e racconta alla polizia tutta la verità: conobbe Wendall a una riunione degli alcolisti anonimi, gli confessò di tutte le cose ambigue che accadevano nella clinica, lui per smascherare Trey e Carrie si fece internare con l'intento di posizionare una videocamera, ma Carrie sospettando di Wendall lo costrinse ad assumere una dose di droga e lui è morto per overdose, poi hanno dato fuoco al suo corpo lontano dalla clinica.
La polizia arresta Trey e Carrie, i quali ammettono che erano stati loro a costringere Tamara a telefonare a Bobby e ad assumere la droga, volevano che Bobby si precipitasse alla clinica, poi hanno dato fuoco all'edificio per incolpare lui. Confessano pure che spingono i pazienti a prendere delle droghe in modo che abbiano delle ricadute per indurli a ritornare nuovamente nella loro clinica ed estorcere più soldi.
Con l'arresto di Trey e Carrie, a Wendall è stata data giustizia, Tamara ora lavora in un negozio di fiori, Tamara ringrazia Bobby per ciò che ha fatto. Bobby presiede a una riunione degli alcolisti anonimi alla quale prende parte anche Athena, poi Bobby vede un uomo in fondo alla fila che gli ricorda lui quando conobbe Wendall e decide di parlarci in modo da poterlo eventualmente aiutare, proprio come fece Wendall quando lui e Bobby si erano conosciuti. Athena è convinta che Wendall sarebbe orgoglioso di Bobby.

## Sentimenti contrastanti
- Titolo originale: Mixed Feelings
- Diretto da: Jihane Mrad Balaa
- Scritto da: Ryan Murphy, Brad Falchuk e Tim Minear

### Trama
Maddie conosce Carol, la sua vicina di casa, la quale le regala dei muffin, lei afferma di avere un figlio e che le piacerebbe farlo giocare con Jee-Yun. Maddie poi va a casa di Carol per restituirle la pirofila solo per scoprire che la donna che ha conosciuto non è la vera Carol. Bobby e Athena mettono in guardia Chimney e Maddie perché quella donna chiaramente si è presentata con un falso nome solo per studiare la casa e ritornare in un secondo momento.
Buck scopre di possedere delle capacità di calcolo matematiche prodigiose, secondo Eddie è un effetto del fulmine che lo ha colpito, dato che capita alle volte che coloro che vengono colpiti da dei fulmini acquisiscano delle capacità insolite. Eddie decide di portare Buck in una bisca frequentata da vigili del fuoco fuori servizio, e con la capacità di contare le carte Buck vince tutte le partite di poker con estrema facilità.
Hen e Karen scoprono nel modo peggiore che Denny ha iniziato a frequentare suo padre Nathaniel: i due hanno avuto un incidente stradale mentre erano in auto insieme, fortunatamente Denny è illeso ma Nathaniel viene ricoverato in ospedale benché sia fuori pericolo. Hen e Karen sono arrabbiate con Denny per aver nascosto a entrambe che aveva iniziato a frequentare Nathaniel, ma il ragazzo non ritiene di doversi scusare. Toni spiega al nipote che le sue due mamme hanno solo paura di Nathaniel e che sono arrabbiate perché temono probabilmente che tramite lui potrebbero perdere il figlio.
Maddie, con l'aiuto di Athena, attira in trappola nella sua casa la truffatrice che aveva portato con sé il suo bambino, quando Maddie si allontana tenta di rubare la posta ma poi Athena e i suoi colleghi riescono ad arrestarla. Athena spiega a Maddie e Chimney che la donna in effetti viveva realmente in quel quartiere, ha dei precedenti per truffa, aveva venduto la casa a Carol per pagare le spese legali del suo processo, vende coupon falsi facendosi pagare con dei vaglia postali che faceva indirizzare nella casa di Maddie e Chimney dal momento che fino a poco tempo fa era disabitata, e infatti si era intrufolata nella casa perché voleva appropriarsi dei vaglia. Tra l'altro il bambino non è suo figlio, ma solo il nipote.
Toni, pur ritenendo che Denny abbia sbagliato a non dire a Karen e Hen che stava vedendo il proprio padre, fa capire alle due donne che ormai lui è pronto ad accogliere Nathaniel nella sua vita, Toni è consapevole che Karen e Hen si sentono minacciate da Nathaniel ma devono accettare che non potranno mai compensare l'assenza di una figura paterna nella vita di Denny, ricordando a Hen quanto pure lei abbia sofferto da piccola per non aver avuto vicino il padre. Mettendo da parte il loro orgoglio, Hen e Karen vanno a trovare Nathaniel all'ospedale, lui porge le sue scuse per non averle informate che aveva iniziato a frequentare Denny, ha imparato velocemente a volergli bene ma adesso ha capito che ciò non giustifica il fatto che ha tenuto le sue madri all'oscuro della loro frequentazione, tuttavia Karen e Hen accettano di permettergli di vederlo, ma solo alle loro regole.

## Ansia da prestazione
- Titolo originale: Performance Anxiety
- Diretto da: Shauna Duggins
- Scritto da: Ryan Murphy, Brad Falchuk e Tim Minear

### Trama
Bobby decide di sospendere Chimney dal servizio, di fatto egli è un ottimo vigile del fuoco, pecca solo per mancanza di leadership, tuttavia Chimney non lo ritiene un problema, lui stesso ammette che non intende ambire a una posizione di comando; tuttavia Bobby non accetta questa sua mancanza di ambizione ritenendo che così il suo collega non riuscirà a esprimersi al meglio, dunque lo assegna all'accademia dei vigili del fuoco dove lui coprirà il ruolo di istruttore.
Eddie va a casa di sua zia dato che lei gli ha chiesto di raggiungerla per un'emergenza idraulica, solo per scoprire che era una bugia: vuole solo presentargli Vanessa, è la nipote di una sua amica, ritenendo che ormai sia arrivato per Eddie il momento di frequentare delle donne, facendogli notare che oltre alla paternità e al lavoro lui praticamente non ha una vita sociale, e che rimanere per sempre da solo lo porterà a diventare un uomo triste.
Chimney all'accademia incontra Ravi, è già da sei mesi che ha abbandonato la caserma 118 dopo un infortunio alla spalla, in attesa di poter tornare in servizio ha iniziato a lavorare come istruttore. Tra le reclute che Chimney mette alla prova, uno in particolare attira la sua attenzione, Novak, il quale mostra concentrazione e sangue freddo. Chimney lo fa calare da un tetto su una fune, ma poi Novak si paralizza, un altro cadetto cerca di aiutarlo ma cade finendo col procurarsi una frattura al braccio, fortunatamente Chimney salva Novak il quale purtroppo soffre di vertigini.
Vanessa e Eddie vanno in un night club, tuttavia quest'ultimo non ha nessuna intenzione di continuare a frequentare Vanessa, è uscito con lei solo per accontentare la zia, infatti intende interrompere la loro frequentazione, solo per scoprire che nemmeno Vanessa vuole uscire con lui, pur reputando Eddie una persona simpatica lei si limita a uscire con gli uomini che la zia le presenta, ma da quando il suo fidanzato l'ha lasciata annullando il matrimonio che stavano progettando, Vanessa preferisce rimanere sola. Eddie confessa a Bobby che, sebbene non fosse mai stata sua intenzione continuare a uscire con Vanessa, ci è rimasto male constatando che quest'ultima non provava nessun interesse per lui. Bobby tenta di far capire a Eddie che gli farebbe bene bilanciare meglio la sua vita privata e il lavoro, perché non può continuare a vivere solo in funzione del suo ruolo di padre.
Chimney e Ravi guardano la bacheca dedicata ai vigili del fuoco che sono morti in servizio, lì c'è pure il nome di Kevin, ancora adesso Chimney non riesce a superare del tutto la sua morte perché non riuscì a salvarlo, questo è il motivo per cui si è sempre astenuto dal voler diventare un leader. Ravi intuisce che Chimney aveva già dedotto che Novak soffrisse di vertigini, gli ha fatto fare quell'esercizio con la fune per mettere la sua paura allo scoperto. Chimney ha capito che Ravi non sente più dolore alla spalla, già da tempo è guarito, lui cerca solo scuse per non tornare in servizio. Ravi gli racconta che, lanciandosi in mare per salvare un uomo e i suoi figli che con la loro auto erano caduti in acqua, aveva salvato solo il padre e uno solo dei bambini, l'altro è morto, ma la cosa peggiore è stato scoprire in un secondo momento che non fu un incidente: l'uomo voleva uccidere i suoi figli, infatti è per questo che si era lanciato in acqua con l'auto, Ravi infatti ha salvato un uomo che non lo meritava. Chimney gli fa capire che non può continuare a lavorare come vigile del fuoco con la logica per cui alcuni meritano di essere salvati e altri no.
La zia di Eddie gli racconta che il suo primo matrimonio durò solo due anni, poi lei divorziò e il suo secondo marito lo conobbe soltanto sei anni dopo, ma solo per puro caso dopo che le sue amiche l'avevano convinta a uscire con loro, facendo capire a Eddie che l'aspetto peggiore della solitudine è che, più dura a lungo e più si trasforma in una dipendenza. Novak lascia l'accademia, ma Chimney gli trova un lavoro al call center ritenendo che lì Novak potrà usare meglio le sue qualità. Chimney torna a lavorare alla caserma 118 insieme a Ravi, avendolo convinto a tornare in servizio. Bobby infatti voleva che Ravi tornasse alla caserma, è per questo che voleva che Chimney lavorasse all'accademia, in modo che lo convincesse a tornare in servizio, in questo modo Chimney ha dimostrato di saper prendere il comando.

## La morte e le tasse
- Titolo originale: Death and Taxes
- Diretto da: Greg Sirota
- Scritto da: Ryan Murphy, Brad Falchuk e Tim Minear

### Trama
Un commercialista, mentre è tutto solo nel suo studio, vede un uomo che ha fatto irruzione nel suo ufficio il quale tenta di bruciare alcune documentazioni, finendo però con l'appiccarsi il fuoco. Il commercialista lo salva usando un estintore, chiama il 9-1-1 i vigili della 118 portano via l'uomo avvolgendolo in una coperta isotermica, voleva sbarazzarsi di alcuni documenti compromettenti riguardanti la sua dichiarazione dei redditi.
Athena e i suoi colleghi fanno irruzione nella casa di Dominic Dawson, il quale tramite il proprio ente benefico per i senzatetto ha rubato soldi per comprarsi uno yacht. Athena lo porta in centrale nella sua volante, ma durante il tragitto Dominic muore.
Intanto Chimney e Maddie ricevono una lettera di reclamo da parte dell'IRS, secondo Chimney non c'è nulla di cui preoccuparsi ritenendolo solo un controllo a campione, ma Bobby è della convinzione che lui e Maddie senza saperlo si sono messi nei guai probabilmente perché avranno commesso degli errori durante la dichiarazione dei redditi dal momento che non hanno un loro commercialista. L'ipotesi di Bobby si rivela fondata: Maddie e Chimney rischiano una denuncia per frode, a cominciare dal fatto che pur vivendo insieme non hanno mai decretato la figura di "capofamiglia" inoltre tutti e due hanno dichiarato Jee-Yun come minore a loro carico.
Una donna di nome Marie soffre di cancro alle ossa, decide di organizzare una cerimonia funebre in sua memoria, ma durante l'evento un'automobile la travolge, la donna viene soccorsa dai vigili del fuoco della 118, e Buck conosce Natalia, di professione è un'ostetrica di fine vita, ha organizzato lei il funerale, tra Natalia e Buck c'è subito dell'attrazione e i due iniziano a uscire insieme.
Athena vuole vederci chiaro sulla morte di Dominic, quindi va in obitorio e vede che il cadavere non è il suo ma quello di un altro uomo. Dominic è ancora vivo, quest'ultimo fa tappa nella sua casa per prendere i soldi che aveva nascosto ma arriva Athena che lo arresta per la seconda volta. Poco prima che Athena lo arrestasse (la prima volta) Dominic aveva assunto una grande dose di Lisinopril che ha fatto effetto mentre era in auto con Athena creando uno stato apparente di morte, una volta che il corpo di Dominic era stato portato in ospedale si era rianimato e aveva messo il suo bracciale identificativo su un altro cadavere. Dominic viene portato alla stazione di polizia ma ha un arresto cardiaco, intervengono Hen e Ravi ma i tentativi di rianimazione non servono a nulla, Dominic muore( per davvero stavolta) avendo assunto troppo Lisinopril.
Il commercialista (apparso a inizio episodio) aiuta Chimney e Maddie con la dichiarazione dei redditi, spiegando a entrambi che se facessero una dichiarazione congiunta verrebbero detratti quattordicimila dollari, ma tale eventualità sarebbe possibile solo se si sposassero, cosa che mette entrambi in imbarazzo. Maddie confessa a Josh che, benché di fatto lei e Chimney siano già una famiglia, non è sicura di volerlo sposare, in verità dopo quello che è successo con Doug non se la sente di avere un altro marito, ignara del fatto che Chimney sta già prendendo in considerazione l'idea di comprarle un anello di fidanzamento.

## Oggetti smarriti
- Titolo originale: Lost & Found
- Diretto da: Brenna Malloy
- Scritto da: Ryan Murphy, Brad Falchuk e Tim Minear

### Trama
L'episodio inizia con Athena, in una discarica nel cuore della notte, che tranquillizza il sorvegliante dal momento che ha stanato i due intrusi che si erano intrufolati nella discarica, Athena fa sedere i due sul sedile posteriore della sua volante, che si rivelano essere Hen e Chimney.
Tornando indietro di due giorni, Hen accompagna Chimney in un negozio a comprare un anello di fidanzamento per Maddie, in effetti Hen è piuttosto sorpresa che Chimney abbia aspettato così tanto a decidersi, lui ammette che tra la gravidanza di Maddie, i suoi problemi di depressione e la pandemia ma non ha mai trovato il momento giusto per chiederle di diventare sua moglie.
Chimney tiene con sé la bambina alla caserma, non si è reso conto però che Jee-Yun gli ha rubato l'anello di fidanzamento, poi arriva Maddie che porta via la bambina. Bobby, Chimney e Hen prestano soccorso a una giornalista che rischiava di soffocare dal momento che i suoi denti sono scesi fin giù per la gola, ma poi Hen scopre che non sono i denti ma dei tonsilloliti, poi la portano in ospedale.
Due ragazzi vanno nella discarica per recuperare un loro hard disk che avevano accidentalmente gettato via, al cui interno ci sono dei dati su un capitale milionario ottenuto tramite delle criptovalute, ma i due finiscono con l'essere sommersi dai rifiuti, vengono poi salvati dai vigili del fuoco della 118.
Un bambino di nome Jayden si perde in un centro commerciale molto affollato mentre è con la mamma e le sue due sorelle. Interviene Athena e Maddie, avendo saputo che non c'è sistema altoparlanti, tutti urlano il nome del bambino e alla fine lo ritrovano dentro un distributore di caramelle.
Hen ha notato che Chimney si sta agitando troppo, non sembra poi così entusiasta di chiedere a Maddie di sposarlo, poi Hen ha una brutta discussione con Buck, quest'ultimo infatti ha capito che Hen preferirebbe che Chimney e Maddie non si sposassero. Hen ammette che una parte di lei non ha perdonato Maddie per come ferì Chimney quando abbandonò lui e la bambina anche perché la loro relazione non ha fatto altro che girare attorno ai problemi di Maddie, e anche se Chimney cerca di nasconderlo lui ha paura di chiederle di diventare sua moglie perché non ha ancora superato quello che successe.
Quando Chimney nota che l'anello è sparito entra nel panico, diventa paranoico al punto da accusare i suoi colleghi di averglielo rubato, ma poi la faccenda sfugge di mano quando Hen impulsivamente urla dicendogli «non ti dovresti sposare». Chimney è consapevole che Hen vuole solo proteggerlo ma le spiega che ormai ha già perdonato Maddie per quello che aveva fatto, così come Karen ha perdonato Hen quando quest'ultima la tradì, perché il perdono è un aspetto fondamentale dell'amore, lui vuole veramente sposare Maddie perché sente che questo è il modo giusto per voltare pagina.
Sospettando che l'anello si sia smarrito nella discarica, Hen e Chimney vanno lì intrufolandosi senza farsi vedere ma poi arriva Athena che li porta via dal momento che hanno violato una proprietà privata, tornando alla scena iniziale dell'episodio. Anche se Athena è consapevole di quanto quell'anello fosse importante per Chimney, gli fa notare che è stato ingenuo da parte sua illudersi di trovarlo nella discarica. Chimney inizia a prendere in considerazione l'idea che chiedere a Maddie di sposarlo forse potrebbe essere un errore. Mentre Maddie gioca con Jee-Yun, quest'ultima mette l'anello nella sua casetta delle bambole.

## C'è amore nell'aria
- Titolo originale: Love Is in the Air
- Diretto da: Juan Carlos Coto
- Scritto da: Juan Carlos Coto

### Trama
Griffin cade da un edificio con un paracadute proprio davanti alla sua fidanzata Blair e con un anello di fidanzamento le chiede di sposarlo, ma proprio in quel momento avviene una rapina in banca e il ladro fugge alla guida di un'auto alla quale il paracadute di Griffin rimane impigliato trascinandolo via sull'asfalto, interviene Athena che si lancia all'inseguimento del rapinatore che si conclude quando la sua auto sbatte contro un camion, Athena lo arresta mentre i paramedici della caserma 118 prestano soccorso a Griffin portandolo in ospedale, Blair sebbene risponda di sì alla sua richiesta di matrimonio, in un secondo momento confessa a Chimney e Eddie che ha accettato solo perché non voleva ferire i suoi sentimenti dal momento che Griffin le ha chiesto di sposarla in maniera così plateale, ma lei non vuole diventare sua moglie e lo lascerà tra qualche mese.
Chimney non sembra disposto a voler comprare un altro anello, il fatto che ha perso quello precedentemente comprato è da lui interpretato come un segnale che non dovrebbe sposare Maddie. Quest'ultima senza volerlo trova l'anello nella casa delle bambole di Jee-Yun rimanendo senza parole, scoprendo così che è nelle intenzioni di Chimney sposarla. Intanto Eddie decide di iniziare a frequentare altre donne, dedicandosi di più alla sua vita privata, ma senza successo, la realtà dei fatti è che non ha idea di come fare colpo sulle donne dal momento che ha conosciuto Shannon quando erano al liceo, infatti praticamente non ha esperienza con le donne.
Maddie cerca di ignorare l'anello ma non ci riesce, inevitabilmente ne è affascinata e non resiste alla tentazione di provarselo, ma poi l'anello rimane incastrato al dito, non riesce più a sfilarselo. Buck e Natalia iniziano a frequentarsi, ma le cose tra di loro si fanno imbarazzanti quando in un bar incontrano Lucy con la quale una volta si era baciato, ora lei ha lasciato la caserma 118 per lavorare al soccorso aereo, poi come se non bastasse in televisione vedono Taylor che promuove il suo libro sui vigili del fuoco raccontando della sua storia d'amore con Buck, infatti Natalia si sente un po' a disagio constatando che Buck ha avuto una vita amorosa decisamente travagliata.
Lois sta per sposarsi, pronta a raggiungere la chiesa su una carrozza, ma poi il suo corpo sfonda la carrozza rimanendovi incastrata, intervengono i vigili della 118 constatando che il legno della carrozza è praticamente marcio, usando dei seghetti riescono a liberare Lois e la portano in chiesa dove lei finalmente si sposa ma poi la portano in ospedale per via della frattura al polso.
Maddie mostra l'anello a Buck, non riesce a sfilarselo, Buck le propone di tagliare l'anello ma lei si rifiuta, benché Chimney non le abbia ancora formalmente fatto la proposta lei lo considera già come "il mio anello" ma poi Buck è costretto a spiegarle che Chimney non intende più chiederle di sposarlo dopo che lo aveva perso oltre alla discussione che ha avuto con Hen la quale aveva delle remore all'idea che Chimney e Maddie si sposassero.
Chimney decide di riscuotere i soldi dell'assicurazione sulla scomparsa dell'anello, lui è sempre più confuso sul proprio futuro con Maddie, tanto che arriva a sfogarsi con la dipendente dell'agenzia assicurativa quando denuncia la scomparsa dell'anello, lei si limita a dirgli che le persone agiscono in base a quelli che interpretano come dei segnali solo quando non sono sicuri delle proprie scelte. Maddie va a trovare Hen per chiederle il motivo per cui non voleva che Chimney le chiedesse di sposarlo, a quel punto Hen ammette che, considerando tutti i problemi che loro due hanno affrontato, avrebbe preferito che non si sposassero per non forzare troppo le cose, ma soltanto perché desidera proteggere Chimney. Maddie è consapevole che sposare Doug fu un errore perché al suo fianco Maddie fece delle rinunce ma con Chimney non accadrebbe perché con lui ha la certezza che non dovrà mai rinunciare a niente.
Mentre Eddie va in un negozio di ferramenta incontra per caso Marisol, tra i due c'è un'evidente attrazione. Natalia decide di lasciare Buck quando scopre che Kameron aspetta un bambino da lui tramite l'inseminazione artificiale, ritenendo che la vita di Buck sia troppo complicata. Maddie mostra a Chimney l'anello che porta al dito, confessandogli che dal giorno in cui lo conobbe capì che lui era una persona di cui fidarsi, e che se è riuscita a superare gli ostacoli che ha affrontato è stato perché Chimney era al suo fianco, Jee-Yun dà alla madre un anello giocattolo con il quale Maddie chiede a Chimney di sposarla e lui le risponde di sì abbracciando Maddie e Jee-Yun.

## Passa il favore
- Titolo originale: Pay It Forward
- Diretto da: Bradley Buecker
- Scritto da: Ryan Murphy, Brad Falchuk e Tim Minear

### Trama
L'episodio ha inizio con Lucy che, dal suo elicottero, contatta Maddie al call center per informarla che una sopraelevata è crollata e che i vigili del fuoco che erano lì sono in pericolo di vita, rivelandole che si tratta proprio della squadra della caserma 118.
Tornando indietro di tre ore, Kameron, ora che lei e Connor hanno litigato, si è trasferita a casa di Buck, intanto i colleghi di Chimney si congratulano con lui per le sue imminenti nozze con Maddie. Sulla sopraelevata si viene a creare un violento tamponamento, Bobby e la sua squadra vanno sul posto per prestare soccorso, tentano di aiutare due donne, Mallory e Jo che viaggiavano all'interno del loro camper. Interviene Lucy che con il suo elicottero porta via Mallory mentre Jo viene portata nell'ambulanza; proprio in quel momento un camion urta un pilastro facendo crollare la sopraelevata, l'autista muore mentre Eddie, che era nel camper si procura delle fratture alle costole, invece Chimney è ancora nell'ambulanza con Jo.
Chimney chiede a Jo di dargli della morfina, e iniettandosela riesce ad attenuare il dolore, Bobby invece è scomparso. Hen, Ravi e Buck riescono a salvare Eddie, Chimney e Jo, arriva poi Athena che viene aiutata da Jeff, l'uomo che Bobby salvò dal terremoto che infatti era lì sul posto, Jeff sente dei colpi da un container, si tratta di Bobby che è rimasto intrappolato lì dentro, ha usato un arnese per fare rumore e attirare l'attenzione.
A Maddie viene un'idea, scoprendo che lì nelle vicinanze stanno facendo dei lavori di ristrutturazione, contatta il cantiere edile chiedendo aiuto a un operaio che usando la gru apre il portone del container, in questo modo i soccorsi riescono a portare in salvo Bobby. Quest'ultimo viene ricoverato in ospedale insieme a Chimney e Eddie, arriva poi Maddie contenta che il suo fidanzato stia bene.
Natalia, ritenendo di aver sbagliato a lasciare Buck, va a trovarlo a casa sua e in quel momento Kameron partorisce, Natalia e Buck la aiutano a dare alla luce il suo bambino. Nel momento in cui Buck vede il piccolo, suo figlio, per un momento rimane senza parole, ma decide di affidarlo a Kameron. Quest'ultima va in ospedale con il piccolo, arriva poi Connor che ringrazia Buck per tutto quello che fatto per loro. Dopo quello che è successo, Natalia adesso stima Buck per la sua integrità perché ha capito che lui era pronto ad amare quel bambino ma nonostante ciò ha trovato il coraggio di mettersi da parte e di lasciarlo a Connor e Kameron.
Hen e Karen ricevono una notizia dai servizi sociali: una bambina orfana di entrambi i genitori ha bisogno di una famiglia che voglia prendersi cura di lei dal momento che la nonna è troppo avanti con gli anni per accudirla. Buck e Natalia fanno l'amore, adesso sono diventati una coppia, mentre Marisol chiede a Eddie di uscire con lei. Infine Bobby e Athena si concedono una vacanza in crociera.